# Asolenus sanguinosus
Asolenus sanguinosus är en skalbaggsart som först beskrevs av Leon Fairmaire 1903.  Asolenus sanguinosus ingår i släktet Asolenus och familjen stumpbaggar. Inga underarter finns listade i Catalogue of Life.